# Fred Hirons
Fernando Gironés Rojas escribió bajo el seudónimo de Fred Hirons novelas del Oeste y novela negra dentro de la corriente de la literatura popular española.

## Obra
- Un gran campeón (1960)
- El hombre de los bosques (1960)
- Todos moriremos (1960)
- Tres balas (1960)
- Un cargo peligroso (1961)
- Seis dedos (1961)
- Siete hombres audaces (1961)
- Venganza infernal (1961)
- El último Kiowa (1962)